# Alsu
 (février 2017).
Si vous disposez d'ouvrages ou d'articles de référence ou si vous connaissez des sites web de qualité traitant du thème abordé ici, merci de compléter l'article en donnant les références utiles à sa vérifiabilité et en les liant à la section « Notes et références ».
Albums de Alsou
Alsou (album anglais)
(2001)
Singles
1. 3имний сон (Zimniï Son)
2. Весна (Vesna)
3. Иногда (Inogda)

Алсу (en latin Alsu, en français Alsou) est le premier album éponyme de la chanteuse pop russe Alsou. L'album est enregistré et sort en Russie le 15 septembre 1999.
Avant le mois de mars 2000, presque 500 000 copies de cet album sont vendues en Russie et plus de  200 000 dans d'autres pays de la CEI[réf. nécessaire].
Pour soutenir cet album, Alsou donne quelques représentations « live » en Russie et dans d'autres pays au cours de l'année 2000 et début 2001.

## Liste des titres
| 1.    | Зимний сон (zimniy son)               | 4:21 |
| 2.    | Босиком (bosikom)                     | 3:36 |
| 3.    | Последний звонок (posledniy zvonok)   | 2:54 |
| 4.    | Глаза в глаза (glaza v glaza)         | 3:32 |
| 5.    | Мечты (mecht`i)                       | 3:45 |
| 6.    | Весна (vesna)                         | 3:21 |
| 7.    | Иногда (inogda)                       | 3:49 |
| 8.    | Свет в твоем окне (svet v tvoem okne) | 4:15 |
| 9.    | Райский сад (rayskiy sad)             | 4:14 |
| 10.   | Дуэт (duet)                           | 3:29 |
| 11.   | Зимний сон (Remix) (zimniy son)       | 4:02 |
| 41:17 |                                       |      |

Note
- Дуэт est nommé Вместе и навсегда dans les éditions ultérieures.

| 1.  | Осень (osen`)                                           | 4:37 |
| 2.  | Когда любовь ко мне придет (kogda lubov` ko mne pridet) | 4:11 |
| 3.  | Босиком (bosikom)                                       | 3:35 |
| 4.  | Зимний сон (zimniy son)                                 | 4:20 |
| 5.  | Весна (vesna)                                           | 3:21 |
| 6.  | Последний звонок (posledniy zvonok)                     | 2:53 |
| 7.  | Глаза в глаза (glaza v glaza)                           | 3:32 |
| 8.  | Мечты (mecht`i)                                         | 3:44 |
| 9.  | Иногда (inogda)                                         | 3:48 |
| 10. | Свет в твоем окне (svet v tvoem okne)                   | 4:15 |
| 11. | Вместе И Навсегда                                       | 3:28 |

### Singles de l'album
- 3имний сон (Zimniï Son)
- Весна (Vesna)
- Иногда (Inogda)